# حشره‌خوار دندان‌سفید کوچک
حشره‌خوار دندان‌سفید کوچک(نام علمی: Crocidura suaveolens) نام یک گونه از تیره حشره‌خوار است. این گونه برای اولین بار در استان کرمانشاه توسط علیرضا کاووسی نیا ثبت شد.